# Karen Köhler

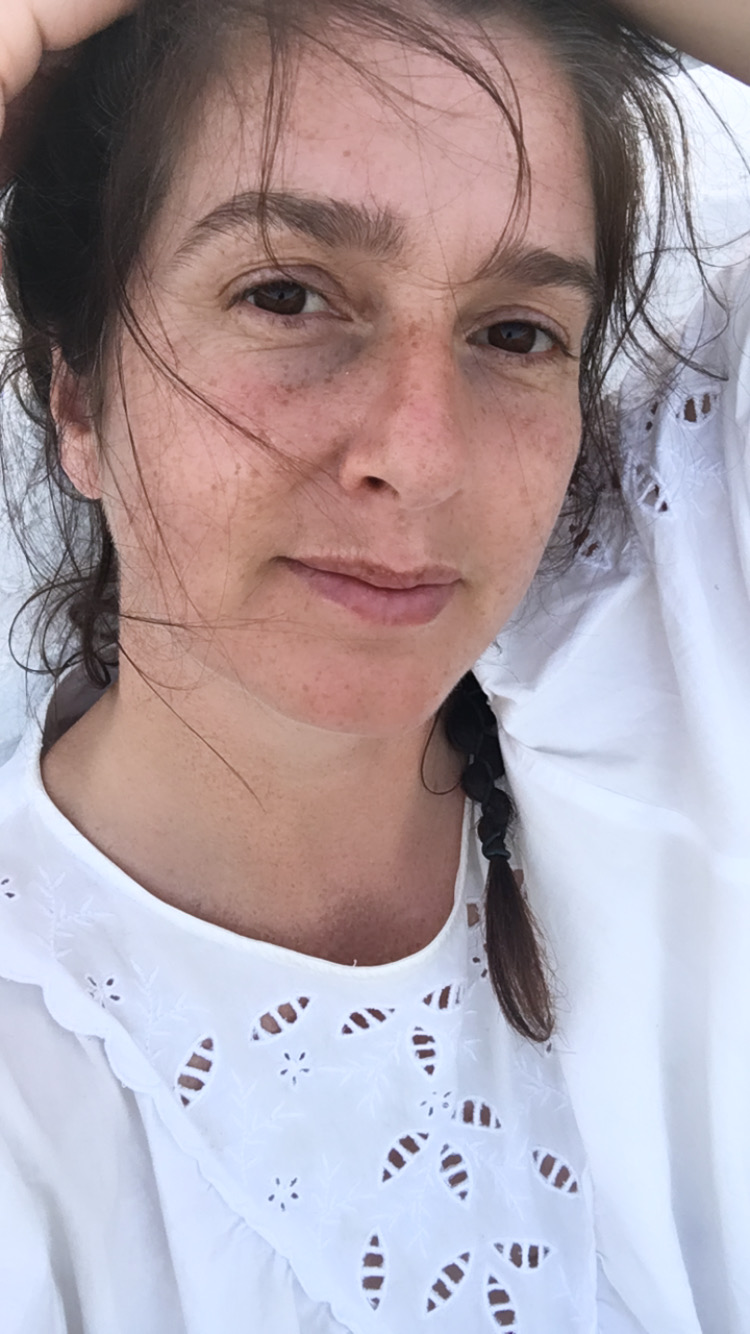
Karen Köhler (2020)

Karen Köhler (* 1974 in Hamburg) ist eine deutsche Schriftstellerin, Dramatikerin und Schauspielerin.

## Leben
Karen Köhler wurde in Hamburg geboren. Nach dem Abitur studierte sie in Bern an der Hochschule für Musik und Theater Schauspiel und übte den Beruf bis 2014 aus, zunächst in Festengagements, dann freiberuflich. 2008 begann sie als Autorin (Dramatik und Prosa) und als Illustratorin zu arbeiten.
2010 wurde sie Mitglied im Forum Hamburger Autoren und erhielt im Jahr 2011 den Hamburger Literaturförderpreis. Sie wurde 2014 zum Lesen zum Ingeborg-Bachmann-Preis eingeladen und erfuhr besondere Aufmerksamkeit, da sie wegen einer Windpocken-Erkrankung nicht anreisen durfte und die Organisatoren des Wettbewerbs eine digitale Teilnahme ablehnten. Aus Solidarität mit der Abwesenden gab es im Anschluss an den ersten Lesungstag eine spontane inoffizielle Lesung von Karen Köhlers Text „Il Comandante“ am Klagenfurter Lendhafen, die im Internet per Livestream übertragen wurde. Dieser Text ist Bestandteil des Erzählbandes Wir haben Raketen geangelt, der nach dem Erscheinen im Sommer 2014 bis auf Platz 36 der Bestsellerliste (Hardcover Belletristik) gelangte, u. a. für den Aspekte-Literaturpreis nominiert war und in mehrere Sprachen übersetzt wurde. In der Folge erhielt Köhler diverse Stipendien und Auslandsaufenthalte.
Für das DNT Weimar verfasste sie 2013 bis 2015 eine Theaterstück-Reihe (Helden-Trilogie), die sich mit dem Thema Rechtsextremismus befasst und mittlerweile bundesweit in Theatern aufgeführt wird.
Köhler wurde 2019 mit ihrem Drehbuch Cowboy & Indianer (Co-Autor: Michael Venus) für den Deutschen Drehbuchpreis nominiert, der im Rahmen der Berlinale 2019 verliehen wurde.
Für ihr Romandebüt Miroloi, das im August 2019 im Carl Hanser Verlag erschien, auf der Longlist des Deutschen Buchpreises 2019 stand und bis auf Platz 16 der Bestsellerliste (Hardcover Belletristik) gelangte, erhielt sie verschiedene Stipendien, u. a. das Jahresstipendium des Deutschen Literaturfonds.
Ihr erstes Kinderbuch Himmelwärts erschien im Februar 2024, basierend auf einem Theaterstück Köhlers. Das Buch erhielt sehr positive Presse, wurde mit dem Katholischen Kinder- und Jugendbuchpreis 2025 ausgezeichnet und für den Deutschen Jugendliteraturpreis 2025 nominiert. 
Im Dezember 2020 wurde Köhler in das PEN-Zentrum Deutschland aufgenommen. Im Frühjahr 2022 trat sie aus dem Verein aus und war Mitgründerin des PEN Berlin.
Seit 2020 schreibt Karen Köhler regelmäßig Texte und Kolumnen für Die Zeit und das ZEITmagazin.
Karen Köhler lebt in Hamburg.

## Werke
Prosa
- Wir haben Raketen geangelt. Erzählungen. Carl Hanser Verlag, München 2014, ISBN 978-3-446-24602-7.
  - Ins Niederländische übersetzt von Gerrit Bussink: Vuurpijlen vangen, Podium, Amsterdam 2015, ISBN 978-9-057-59718-3.
  - Ins Französische übersetzt von Isabelle Liber: Bêtes féroces, bêtes farouches, Actes Sud, Arles 2017, ISBN 978-2-330-07577-4.
  - Ins Türkische übersetzt von Regaip Minareci: Oltalarimiza Havai Fişekler Takildi, Kalem Kültür, Istanbul 2018, ISBN 978-6-058-47879-4.
  - Ins Albanische übersetzt von Sokol Mici: Ne Kemi Kapur Raketa me Grep, Botime Dudaj, Tirana 2015, ISBN 978-99943-0-417-2.
- Miroloi. Roman. Carl Hanser Verlag, München 2019, ISBN 978-3-446-26171-6.
  - Ins Griechische übersetzt von Alexandra Paulou: Miroloi / ΜΟΙΡΟΛΟΪ, Psichogios, Athen 2020, ISBN 978-618-01-3557-2.
  - Ins Italienische übersetzt von Margherita Belardetti: L’isola di Altrove, Guanda, Mailand 2020, ISBN 978-88-235-2573-3.
  - Chinesische Ausgabe bei Pan Press, 2023[12]

 Kinderbuch
- Himmelwärts. Kinderbuch ab 10 Jahren. Illustriert von Bea Davies. Carl Hanser Verlag, München 2024, ISBN 978-3-446-27922-3.

Sachbuch / Essay
- Spielen. Hanser Berlin, Berlin 2025, ISBN 978-3-446-28413-5.

 Hörbuch
- Wir haben Raketen geangelt. Erzählungen. Gelesen von Sandra Hüller und Karen Köhler. Roof Music/Tacheles! Bochum 2015, ISBN 978-3-86484-279-5.
- Miroloi. Roman. Gelesen von Karen Köhler. Roof Music/Tacheles! Bochum 2019, ISBN 978-3-86484-595-6.
- Himmelwärts, Kinderbuch. Gelesen von Karen Köhler. Der Diwan Hörbuchverlag, Winterbach 2024, ISBN 978-3-949840-33-3.

Hörspiel
- Wild ist scheu, mit: Leonie Benesch, Regie: Kai Grehn, Komposition: Lars Rudolph, Dramaturgie: Andrea Oetzmann, SWR 2019
- 10 Atemzüge, Hörspielserie von Karen Köhler, Simone Buchholz, Mareike Fallwickl und Berit Glanz, Regie und Dramaturgie: Cordula Huth, HR 2022
- Uber alles, Kurzhörspiel aus der Reihe Zärtlichkeiten, mit: Leonie Benesch, Bearbeitung und Regie: Judith Lorentz, Redaktion: Christine Grimm, Deutschlandfunk Kultur 2023

Theater
- Pornorama. Ein Männermärchen. Uraufführung 2010.
- Wie ich unter einer Platane eine Erleuchtung hatte, warum sterben uncool ist und das Brot meiner Oma glücklich macht. UA 2012.
- Ramayana. Ein Heldenversuch. UA Badische Landesbühne 2013.
- Deine Helden – Meine Träume. UA Nationaltheater Weimar 2013.
- Helden! Oder: Warum ich einen grünen Umhang trage und gegen die Beschissenheit der Welt ankämpfe. UA Nationaltheater Weimar 2014.
- III Helden: Stadt. Land. Traum. UA Nationaltheater Weimar 2015.
- ER. SIE. ES. UA Badische Landesbühne 2016.
- Himmelwärts UA Theater Ingolstadt 2022.

 Übersetzung
- Nick Drnaso, Sabrina. Graphic Novel. Übersetzt von Karen Köhler und Daniel Beskos. Blumenbar Verlag, Berlin 2019, ISBN 978-3-351-05071-9.
- Steven Withrow, Abzählreim (Gedicht), übersetzt von Karen Köhler. In: Kenn Nesbitt: Jetzt noch ein Gedicht und dann aus das Licht!, Hanser Verlag, München 2019, ISBN 978-3-446-26438-0.
- Nick Drnaso, Acting Class. Graphic Novel. Übersetzt von Karen Köhler und Daniel Beskos. Blumenbar / Aufbau Verlag, Berlin 2022, ISBN 978-3-351-05102-0

 Herausgabe
- Akzente 3 / 2019 – Briefe an den Täter. Reihe Akzente. Carl Hanser Verlag, München 2019, ISBN 978-3-446-26329-1.

## Auszeichnungen
- 2011: Hamburger Literaturförderpreis
- 2011: Auszeichnung vom österreichischen Bundesministerium für Unterricht, Kunst und Kultur
- 2013: Otfried Preußler-Kinderstückepreis
- 2015: Rauriser Literaturpreis, Salzburger Landesregierung
- 2015: Förderpreis zum Schubart-Literaturpreis
- 2015: Writer in residence für das Goethe-Institut in Reykjavík[13]
- 2015: Stipendiatin der Deutschen Botschaft in Tirana[14]
- 2016: Stipendiatin des Letterenfonds in Amsterdam[15]
- 2017: Grenzgänger-Stipendium der Robert-Bosch-Stiftung[16]
- 2017: Laudinella-Stipendium St. Moritz der Behörde für Kultur und Medien Hamburg[17]
- 2018: Jahresstipendium des Deutschen Literaturfonds[18]
- 2019: Arbeitsstipendium Goethe-Institut Marseille/Literaturhaus La Marelle[19]
- 2019: Nominierung für den Deutschen Drehbuchpreis für Cowboy & Indianer[20]
- 2019: Nominierung für den Deutschen Buchpreis für Miroloi[21]
- 2020: London-Stipendium des Deutschen Literaturfonds[22]
- 2020: Auszeichnung „Schönste Deutsche Bücher“ der Stiftung Buchkunst für Miroloi[23]
- 2023: Nominierung für den Deutschen Reporter:innenpreis in der Rubrik Essay für den Text Goldfischoma, erschienen im ZEITmagazin[24]
- 2023: »Raus! Nur raus!«-Stipendium der Stadt Hamburg[25]
- 2024: Luchs des Monats (Februar) für den Kinderroman Himmelwärts, zus. mit der Illustratorin Bea Davies[26]
- 2024: Platz 1 Kinder- und Jugendhörbuch des Monats, HR2-Hörbuchbestenliste 04/2024 für das Hörbuch Himmelwärts[27]
- 2024: Aufenthaltsstipendium der Deutschen Akademie Rom Villa Massimo in der Casa Baldi[28]
- 2025: Katholischer Kinder- und Jugendliteraturpreis für Himmelwärts[29]
- 2025: Kranichsteiner Kinder- und Jugendliteratur-Stipendium für Himmelwärts[30]
- 2025: Nominierung für den Deutschen Jugendliteraturpreis für Himmelwärts[31]